# Roßbach (Naumburg)
Roßbach is een dorp in de Duitse gemeente Naumburg (Saale), deelstaat Saksen-Anhalt, en telt 248 inwoners (januari 2020). Het ligt ongeveer anderhalve kilometer ten noorden van de stad Naumburg.
De vier tot de gemeente Naumburg behorende stadsdelen Kleinjena, Großjena (met in januari 2000 465 inwoners), Großwilsdorf (met in januari 2000 130 inwoners) en Roßbach (met in januari 2000 248 inwoners), hebben één gemeenschappelijke stadsdeelraad.
Nabij Kleinjena en Roßbach mondt de Unstrut uit in de rivier de Saale.
Eén van de spoorlijnen, die de gemeente Naumburg (Saale) aandoen, is 55 km lang, en loopt overwegend noordwaarts langs de Unstrut. De stoptreinen op dit lijntje rijden vanuit Naumburg (Saale) Hauptbahnhof  via haltes in Roßbach en Kleinjena langs o.a. Bebra naar Artern.
Zie voor meer informatie onder Naumburg (Saale) (geschiedenis) en onder Kleinjena (bezienswaardigheden).

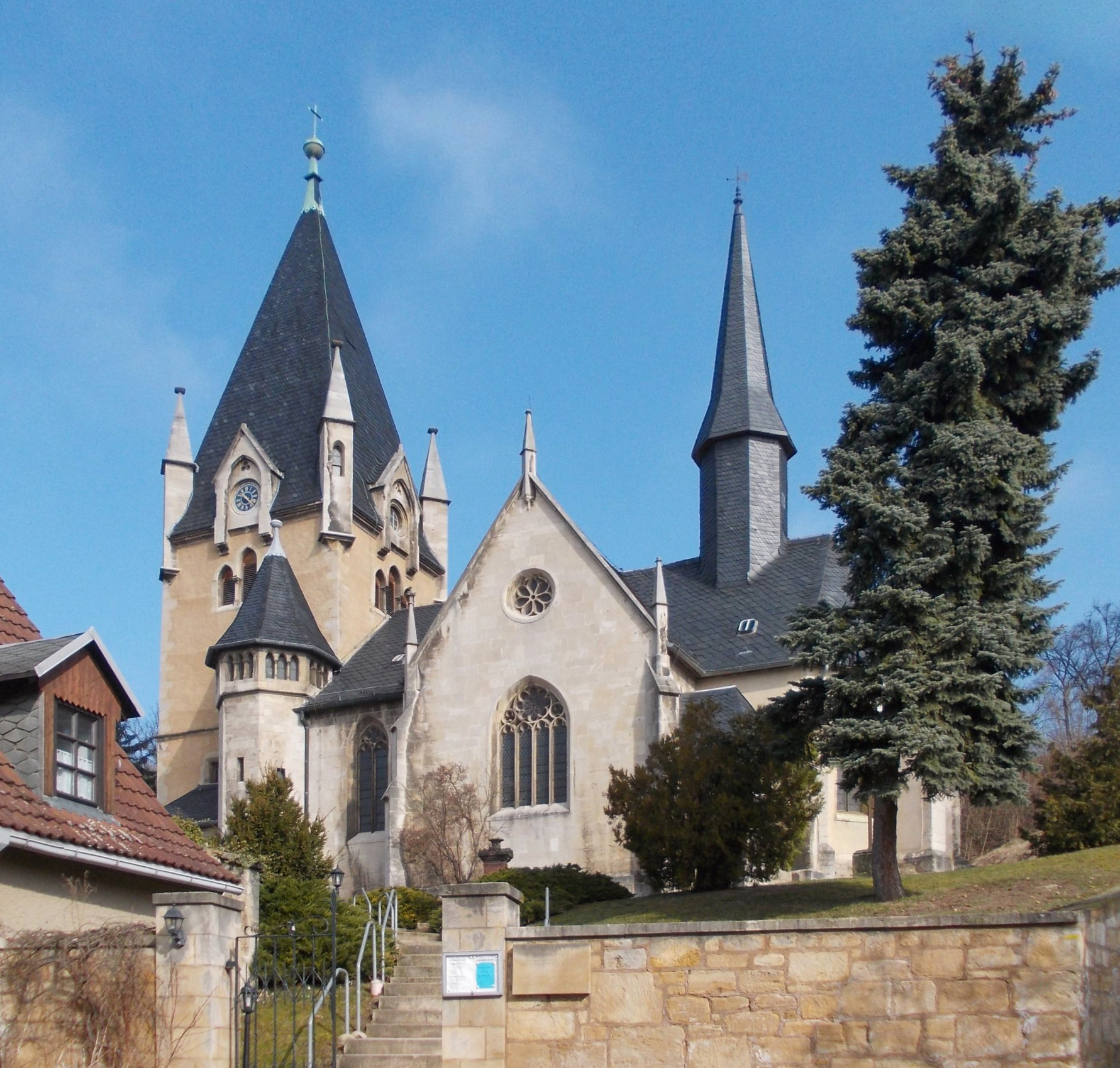
R.K. St.Elisabethkerk, Roßbach (1898)
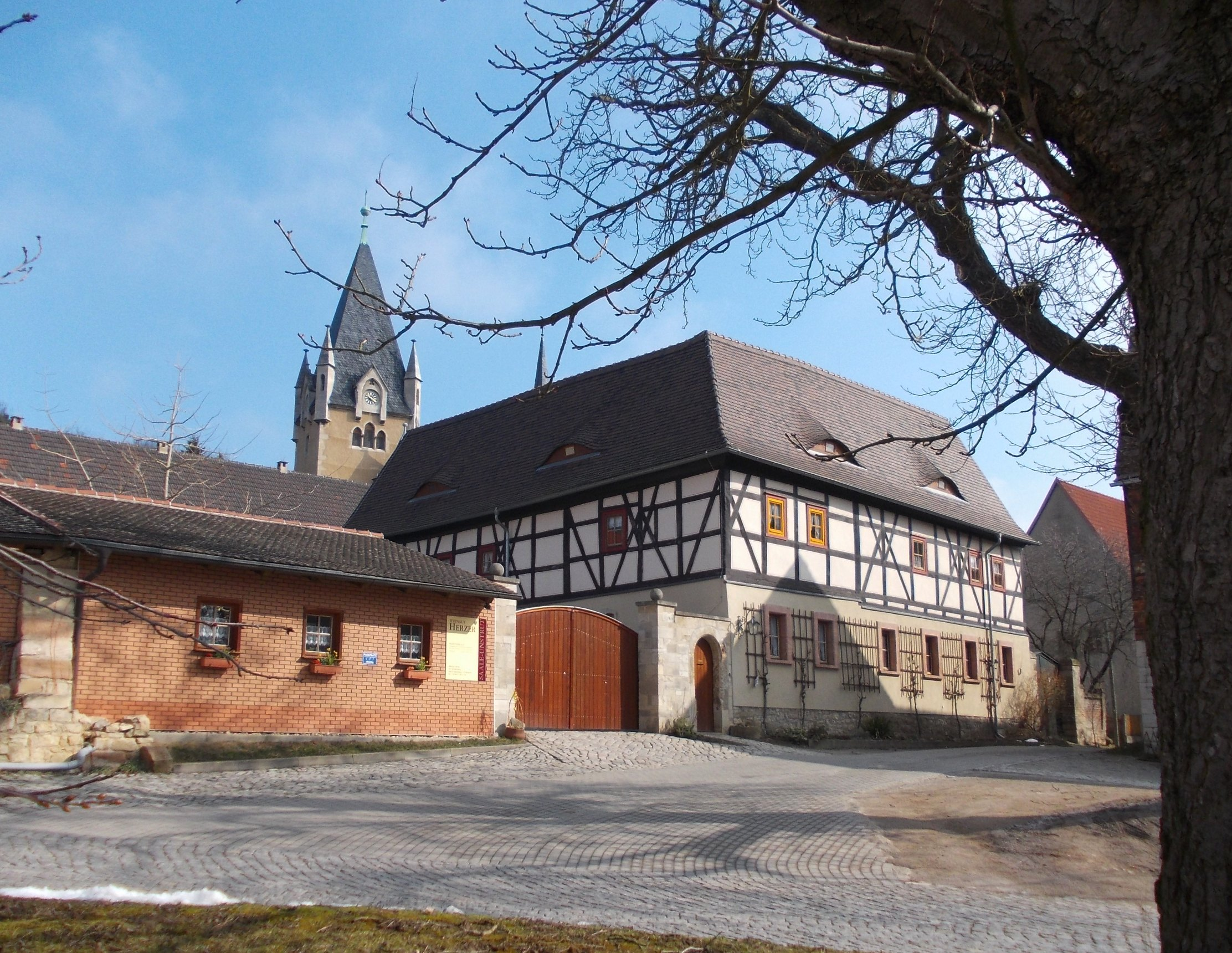
Weingut Herzer, Roßbach

## Bekende personen
Johann Friedrich Röhr (30 juli 1777-15 juni 1848) was een belangrijk, rationalistisch theoloog binnen de Evangelisch Lutherse kerk. Hij behoorde tot de kennissenkring van Johann Wolfgang von Goethe en hield in 1832 in Weimar de grafrede bij diens begrafenis.